# Kanalbrücke Magdeburg
Die Kanalbrücke Magdeburg ist mit einer Länge von 918 m die größte Kanalbrücke Europas und Teil des Wasserstraßenkreuzes Magdeburg. Das Trogbrückenbauwerk führt den Mittellandkanal bei Stromkilometer 339,11 über die Elbe.

## Geschichte

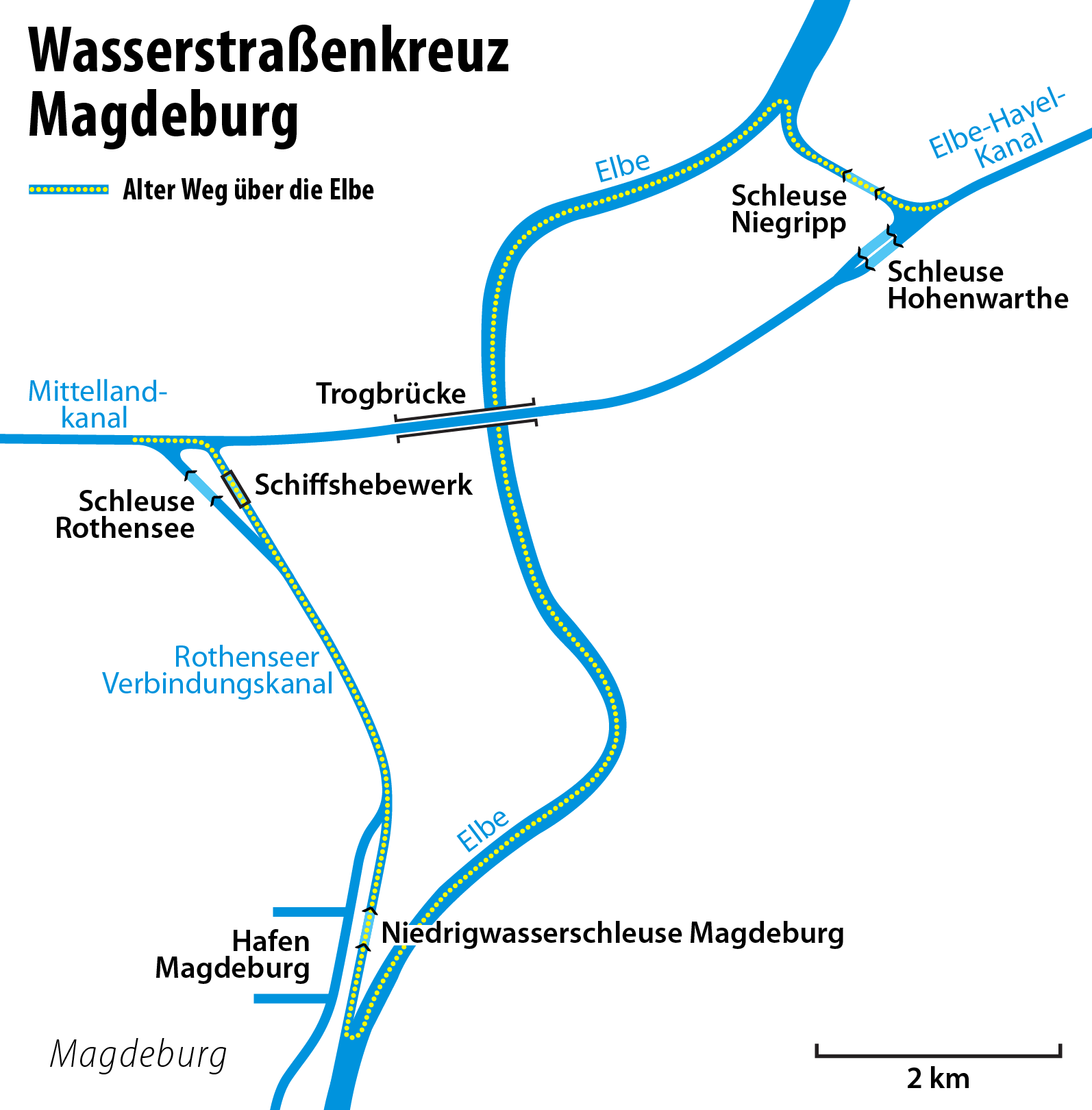
Lageskizze

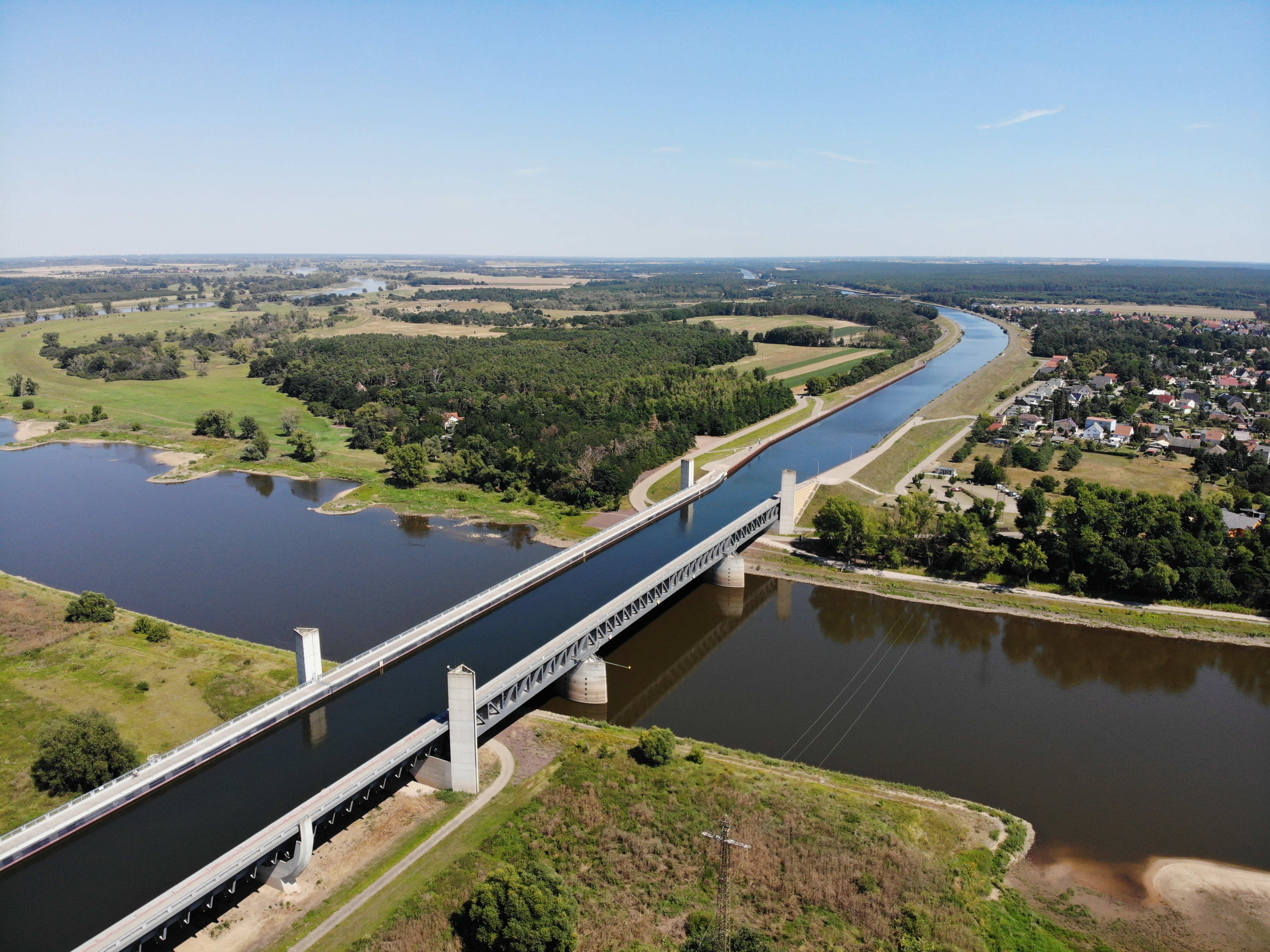
Strombrücke

Zur Verbindung des Elbe-Havel-Kanals mit dem Mittellandkanal war nach Planung in den 1920er Jahren im Jahr 1934 mit dem Bau der Kanalbrücke begonnen worden. Das Bauwerk wurde für eine lichte Trogbreite von 29,7 m bei einer Kanaltiefe von 2,75 m geplant. Die Strombrücke über der Elbe sollte eine dreifeldrige 280 m lange Stahlkonstruktion mit einer maximalen Stützweite von 106 m sein. Als Hauptträger waren je Seite zwei 9,3 m hohe Fachwerkträger vorgesehen, auf deren Untergurten maximal 4,4 m hohe und 36,3 m lange Querträger mit der Troglast lagern sollten. Die Vorlandbrücke war als Aneinanderreihung von 20 Bogenbrücken aus Stahlbeton mit Regelstützweiten von 34 m geplant. Die Bauarbeiten wurden 1942 kriegsbedingt eingestellt. Zu diesem Zeitpunkt waren die Widerlager, die Pfeilergründungen und vier Bögen hergestellt. Später wurde der Bau der Brücke nicht wiederaufgenommen.
Nach der Wiedervereinigung wurde 1993 im Rahmen des Verkehrsprojektes Deutsche Einheit Nr. 17 mit der Neuplanung der Brücke begonnen. Am 30. September 1996 lag der Planfeststellungsbeschluss für das Wasserstraßenkreuz vor. Die Altbauteile wurden gesprengt und die 53.000 m³ Bauschutt aus Beton und Stahlbeton als Unterbau für Baustelleneinrichtungen genutzt. Der Auftrag zum Bau der Brücke wurde am 15. Dezember 1997 für 210 Millionen DM erteilt. Im Sommer des folgenden Jahres war Grundsteinlegung und am 10. Oktober 2003 Verkehrsübergabe. Die Baukosten für die Brücke beliefen sich auf ca. 130 Millionen Euro. Die Gesamtkosten für das Wasserstraßenkreuz wurden mit mehr als 500 Millionen Euro beziffert.

## Konstruktion

### Entwurfsparameter
Als Mindestdurchfahrtsbreite waren auf der Elbe 90 m und als Mindestdurchfahrtshöhe beim höchsten schiffbaren Wasserstand 6,5 m einzuhalten. Aufgrund des Schleusungstaktes von 30 Minuten bei der benachbarten Schleuse Hohenwarthe war es nicht erforderlich, die Kanalbrücke für zweischiffigen Verkehr mit einer Trogbreite von 44 m auszulegen. Daher wurde eine Trogbreite von 34 m bei einer Wassertiefe von 4,25 m und 32 m Nutzbreite gewählt.

### Strombrücke
Überbau

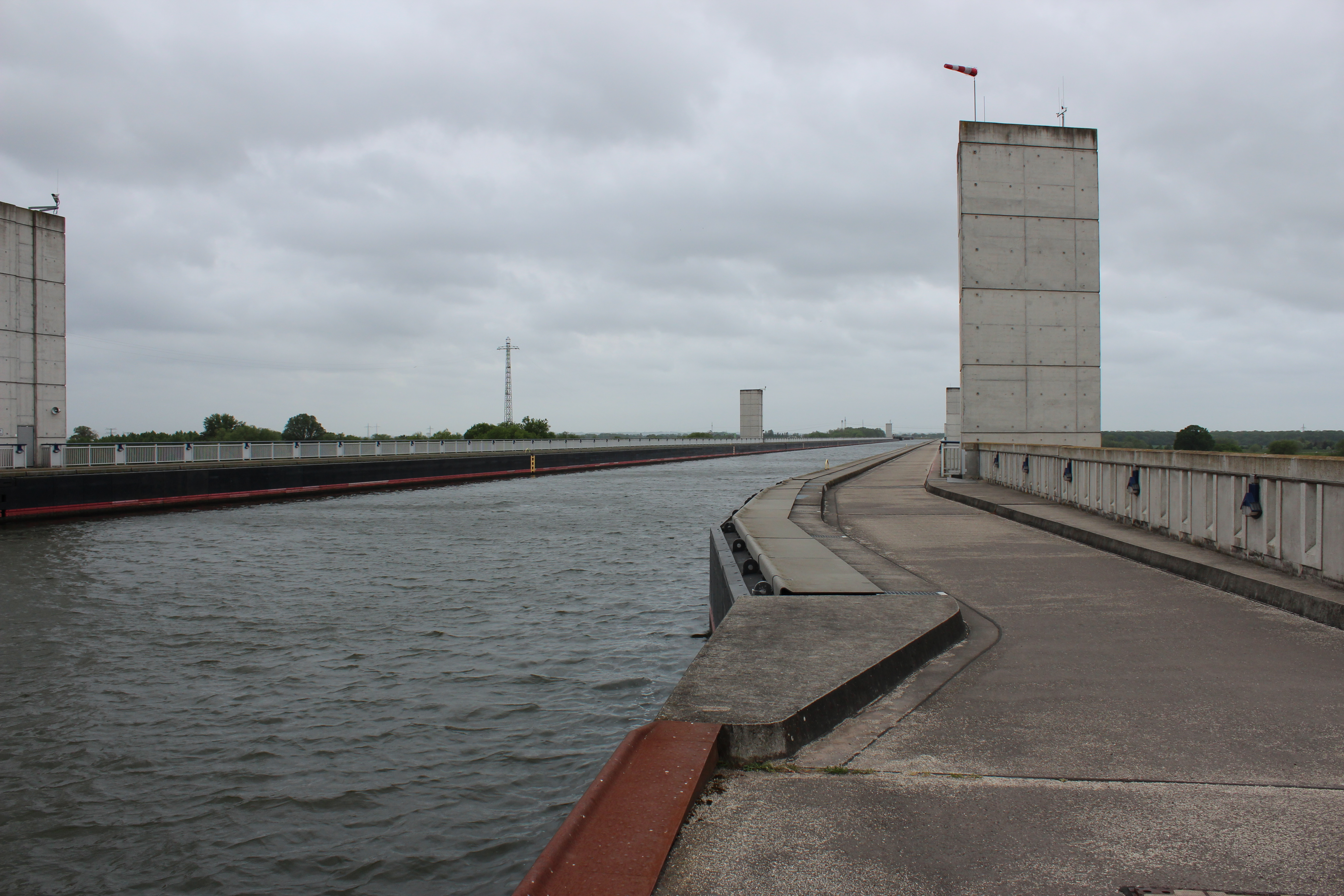
Auf der Strombrücke

Die Strombrücke, eine stählerne Balkenbrücke, hat als Bauwerkssystem in Längsrichtung einen Dreifelddurchlaufträger mit einer Gesamtstützweite von 227,4 m. In den beiden Randfeldern beträgt die Spannweite 57,1 m und im mittleren Feld 106,2 m. In Querrichtung ist ein Trogquerschnitt vorhanden. Die beidseitigen außenliegenden Längsträger haben eine Konstruktionshöhe von 8,15 m und sind als 4,0 m breite Hohlkästen, auf der äußeren Seite als Ständerfachwerk mit zur Mitte hin fallenden Streben und auf der inneren Seite (Trogwand) als Vollwandkonstruktion, ausgebildet. Die Längsträger sind durch 1,9 m hohe Querträger, welche im Abstand von 3,54 m im Hauptfeld angeordnet sind und den Trogboden abtragen, miteinander verbunden.
Bauausführung

Der Stahlüberbau wurde in Einzelteilen mit einem maximalen Gewicht von 150 t per LKW angeliefert. Die endgültige Verschweißung erfolgte am östlichen Widerlager auf einer 85 m langen Verschubbahn. Zur Montage der Brücke wurde das Taktschiebeverfahren angewendet. Dabei erfolgte der Verschub über die Strommitte mit Hilfe eines Pontons. An Konstruktionsstahl wurden 9500 t verbaut.

### Vorlandbrücke
Überbau

Die 690,65 m lange Vorlandbrücke ist durch eine Dehnfuge über dem Pfeiler von der Strombrücke getrennt. Die 16-feldrige stählerne Balkenbrücke hat als Bauwerkssystem in Längsrichtung den Durchlaufträger mit Regelstützweiten von 42,85 m. In Querrichtung ist ein Trogquerschnitt vorhanden. Die beidseitigen außenliegenden Längsträger haben eine Konstruktionshöhe von 8,15 m und sind als Vollwandkonstruktion, im oberen Bereich kastenförmig, ausgebildet. Die Längsträger sind durch neun 2,3 m hohe Querrahmen miteinander verbunden. Aufgrund der kurzen Stützweiten wird die Wasserlast auf dem Trogboden vor allem durch sieben 1,9 m hohe Längsträger abgetragen.
Bauausführung

Der Stahlüberbau wurde in Einzelteilen in Längen entsprechend der Regelstützweite von 42,85 m meist per Schiff angeliefert. Ein Raupenkran hob die einzelnen Bauteile ein, danach wurden sie untereinander verschweißt. An Konstruktionsstahl wurden 12.400 t verbaut.

## Besonderheiten
Erwähnenswert ist das System zur Eisfreihaltung im Winter. Dazu wird an den Kanalseiten Luft ins Wasser eingeblasen. Die aufsteigenden Blasen verhindern eine Eisbildung zwischen Trogwand und der Wasserfläche. Somit kann das Eis die Trogwände nicht auseinanderdrücken.
Über den Strompfeilern sind Kalottenlager mit 2,18 m Durchmesser für eine Vertikallast von 135 MN eingebaut.